# 梶原景時
梶原景时是平安時代末期直至鎌倉時代初期的武将，也是鎌倉幕府初期的御家人。
《源平盛衰記》記載，在源平合戰・石桥山之战中，时任平家方武士的梶原景时救了源赖朝一命，而後，據《吾妻鏡》記載，治承5年(1181)正月11日，梶原景時正式歸順源賴朝；不過，《愚管抄》記載，梶原景時在源賴朝於治承4年(1180)舉兵時就加入其麾下。梶原景时深受源賴朝重用，時常擔當軍目付、使節、家司等工作，被京都貴族称作“一之郎党”、“鎌倉之本体武士”等。梶原景时好和歌，甚至在武家百人一首中都能发现其作品的身影。而另一方面，由于其和源义经素有不和，并向源頼朝大进谗言，间接促成源义经之死，也被后人称作“大恶人”。鎌倉幕府初期权势如日中天，但在源赖朝死后遭弹劾失势，全族被诛（见梶原景時之变）。

## 登場作品
影視劇

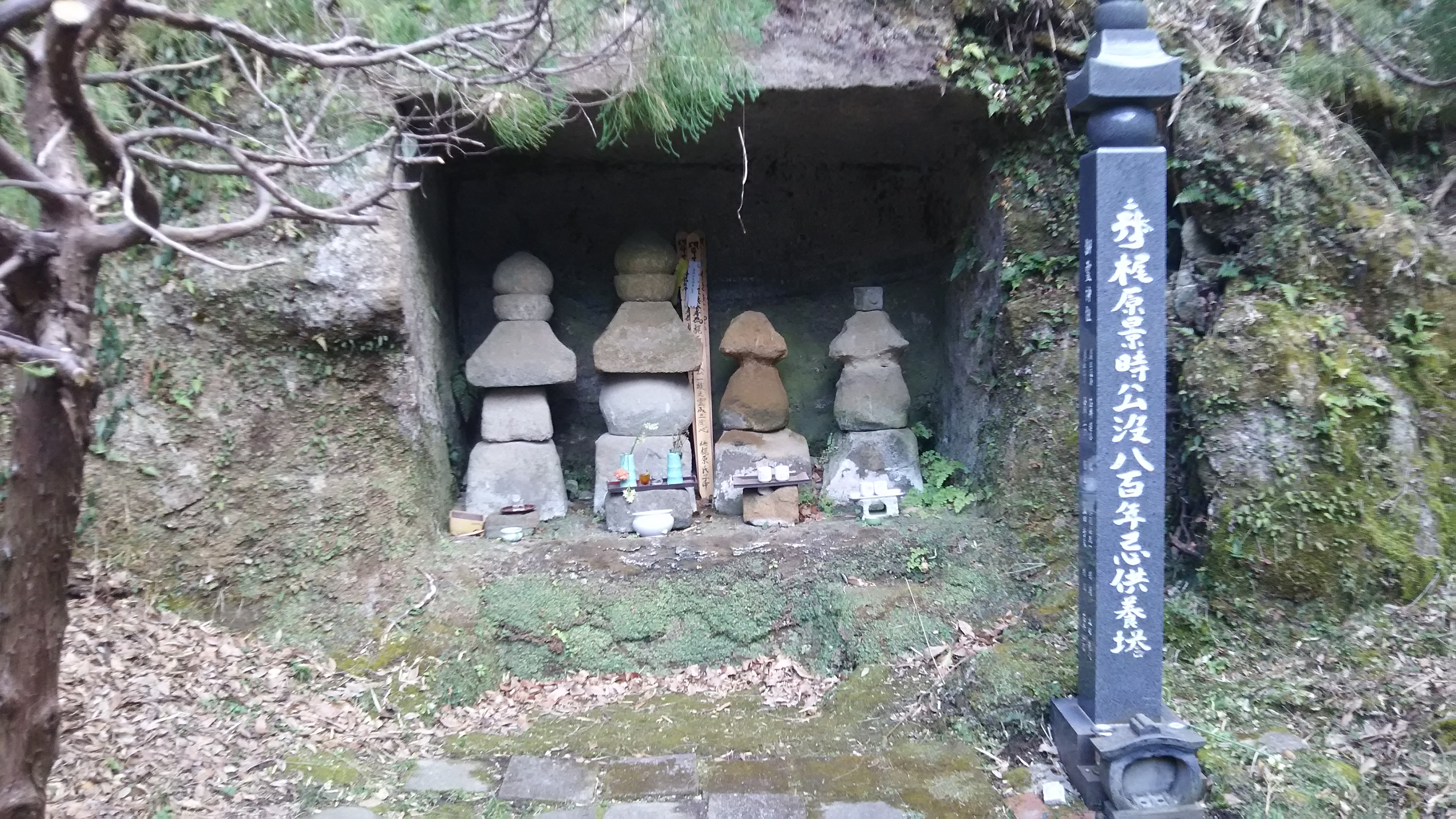
镰仓市深泽小学校内梶原景時公墓所

- 鎌倉殿的13人（2022年、NHK大河劇、演：中村獅童）